# گنشانکا
گنشانکا (به لاتین: Gęsianka) یک روستا در لهستان است که در گمینا دوبره (استان ماسوویان) واقع شده‌است.